# Aeródromo El Budi
El Aeródromo El Budi (OACI: SCSH), es un terminal aéreo ubicado junto a la localidad de Teodoro Schmidt, Provincia de Cautín, Región de la Araucanía, Chile. Es de propiedad privada.